# Roman Lutsyshyn
Roman Lutsyshyn (en ukrainien : Роман Луцишин), né le 13 novembre 1994, est un coureur cycliste ukrainien. Il remporte le classement général de la course aux points de la coupe du monde sur piste 2013-2014.

## Palmarès sur piste

### Championnats du monde
- Minsk 2013
  - 5e de l'américaine (avec Mikhaylo Radionov)
- Cali 2014
  - 4e du scratch
  - 14e de la course aux points

### Coupe du monde
- 2013-2014
  - 1er du classement général de la course aux points
  - 3e de la course aux points à Guadalajara
  - 3e du scratch à Aguascalientes
  - 9e du classement général du scratch

### Championnats nationaux
- 2013
  -  Champion d'Ukraine de l'omnium

### Autres
- 2013
  - 1er du GP Galychyna (américaine avec Mikaylo Radionov)
  - 1er du GP Galychyna (omnium)
  - 3e du GP de Pologne (scratch)
  - 3e du GP Galychyna (course aux points)